# Bergstrup
Bergstrup ist ein Ortsteil der Stadt Vechta mit knapp 300 Einwohnern.

## Geographie
Bergstrup liegt nördlich des geschlossenen Stadtgebiets von Vechta am Visbeker Damm zwischen Visbek und Vechta nahe dem Stoppelmarktgelände.

## Verkehr
Durch Bergstrup führt der Visbeker Damm und seit 2009 auch die neu gebaute Nordtangente Vechta, die mitten durch den Ort führt.
Die Bergstruper Bürger lieferten sich jahrelang einen Streit mit der Stadt Vechta um die geplante Umgehungsstraße. Schließlich wurde die Straße mit besonderen baulichen Maßnahmen wie Lärmschutzwänden doch gebaut. Direkt in Bergstrup kreuzt sich die Nordtangente mit dem Visbeker Damm in Form eines Kreisverkehrs.
Bergstrup wird durch die Buslinie 692 an die Innenstadt und an Visbek angeschlossen.